# MechWarrior (juego de rol)
MechWarrior es un juego de rol ambientado en el universo de ficción del juego de tablero BattleTech, universo en el que los jugadores interpretan el papel de MechWarriors (pilotos de BattleMech) u otros individuos del siglo XXXI. El juego ha sido publicado a lo largo de tres ediciones, con numerosos suplementos y aventuras. La primera edición fue publicada en 1986 por FASA Corporation, quien ya había lanzado en 1985 el juego de tablero original que da título a la franquicia BattleTech. Numerosas novelas, como las de Michael A. Stackpole, vienen a completar este universo de ficción, para el que también ha sido realizada una serie de animación.

## Ediciones originales estadounidenses
Las tres ediciones fueron creadas por autores de la FASA Corporation. Sin embargo, seis años después de que FASA acabara en bancarrota (lo que ocurrió en 1999), una segunda impresión de la tercera edición del juego fue publicada por Fantasy Productions LLC (en noviembre de 2006). Para evitar confusiones con los juegos de tablero de la serie MechWarrior: Dark Age (de la empresa WizKids) Fantasy Productions publicó esta reimpresión de la tercea edición bajo el título Classic BattleTech RPG («BattleTech clásico, juego de rol»):
- MechWarrior: The BattleTech Role Playing Game (primera edición: 1986)[1]
- MechWarrior: The BattleTech Role Playing Game (segunda edición: 1991)[2]
- MechWarrior: Third Edition (tercera edición: 1999)[3]
- Classic BattleTech RPG (reimpresión de la tercera edición de MechWarrior: 2006)[4]

## Ediciones en castellano
Hasta la fecha sólo las dos primeras ediciones de MechWarrior han sido traducidas al castellano: la primera edición estadounidense de MechWarrior (1986) fue traducida y publicada en 1990 por la hoy en día desaparecida editorial barcelonesa Diseños Orbitales. La segunda edición estadounidense (1991) fue traducida al castellano en 1994 por otra editorial de Barcelona, Ediciones Zinco, también hoy en día ya desaparecida.